# Klutentreter
Klutentreter ist ein seltener, alter deutscher Familienname.
Der Familienname Klutentreter leitet sich von einer spöttischen Bezeichnung des Land- bzw. Feldarbeiters ab. Im niederdeutschen Sprachgebrauch bezeichnen „Kluten“ Erdschollen, Erdklumpen. Nach dem Pflügen des Feldes war der Landarbeiter gezwungen, die gepflügten Erdschollen, die sich auftürmten, zu zertreten, um ebenen Boden vor Einbringen der Saat zu erhalten. Die Stadtbevölkerung beobachtete also, dass der Arbeiter stundenlang auf seinem Feld die Schollen zertrat und nannte ihn folglich abwertend den „Klutentreter“.

## Varianten
Es sind die Schreibweisen Klutentreter, älter aber auch Clutentreder bekannt. 

## Geschichte
Die erste urkundliche Erwähnung des Familiennamens Clutentreder ist im Türkenschatzregister von 1549 belegt. Dort findet sich Johan Clutentreder, Hille sin Fruwe, Simon sin Sone, Tileke sin Sone. (Johan Clutentreder, Hille seine Frau, Simon sein Sohn, Tileke sein Sohn.) 

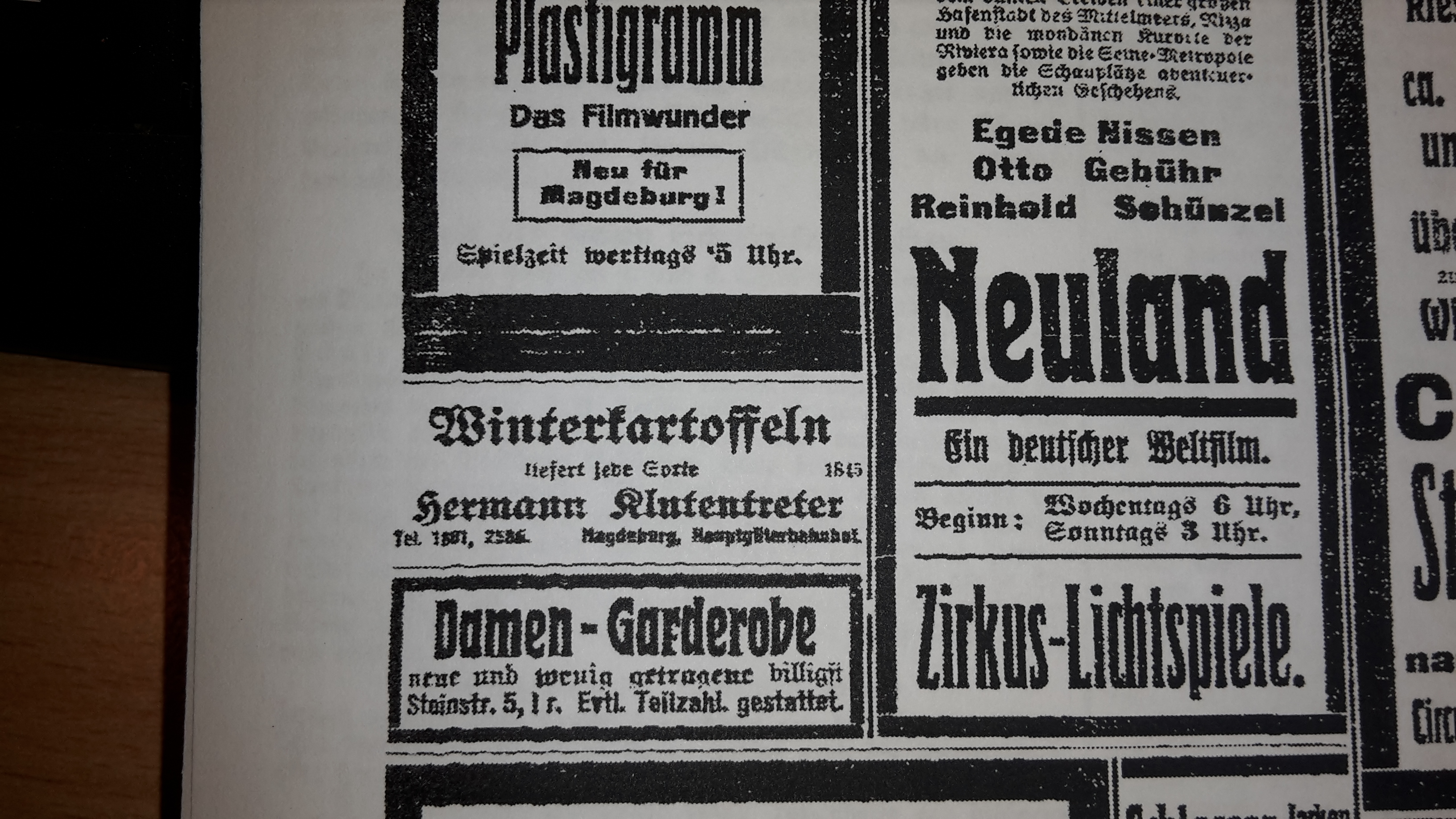
Verkaufsanzeige für Winterkartoffeln von Hermann Klutentreter, Magdeburg. Um 1935.

Bis 1945 fand man den Familiennamen Klutentreter schwerpunktmäßig in der Region um Magdeburg.